# Balaciu
Balaciu là một xã thuộc hạt Ialomița, România. Dân số thời điểm năm 2002 là 3407 người.